# Coccorella
Coccorella es un género de peces de la familia Evermannellidae, del orden Aulopiformes. Este género marino fue descrito por primera vez en 1929 por Louis Roule.

## Especies
Especies reconocidas:
- Coccorella atlantica (A. E. Parr, 1928)
- Coccorella atrata (Alcock, 1894)

### Lectura recomendada
- Baldwin, Carole C., and G. D. Johnson / Stiassny, M. L .J., L. R. Parenti, and G. D. Johnson, eds. 1996. Interrelationships of Aulopiformes. Interrelationships of Fishes. 355-404.